# Девкин (хутор)
Девкин — заброшенный опустевший хутор в Кумылженском районе Волгоградской области России. Входит в состав Слащёвского сельского поселения. 

## История
Входил в Остроуховский сельсовет во время переписи 2002 года.

## География
Расположен в западной части региона, в лесистой местности, в пределах Хопёрско-Бузулукской равнины, являющейся южным окончанием Окско-Донской низменности.
Уличная сеть состоит из одного географического объекта: ул. Земляничная.
Абсолютная высота 103 метра над уровнем моря.

## Население
| 2010 |
| ---- |
| 0    |

Национальный состав
Согласно результатам переписи 2002 года, в национальной структуре населения
русские составляли 100 % из общей численности населения в 5 чел..

## Инфраструктура
Было личное подсобное хозяйство.

## Транспорт
Просёлочные дороги.